# Westland (Michigan)
Pour les articles homonymes, voir Westland.
Westland est une ville située dans l’État américain du Michigan, dans le comté de Wayne. Elle est située dans la banlieue ouest de Détroit. Sa population s’élevait à 84 094 habitants lors du recensement de 2010, estimée à 81 747 habitants en 2017.

## Démographie
| Groupe            | Westland | Michigan | États-Unis |
| ----------------- | -------- | -------- | ---------- |
| Blancs            | 75,8     | 79,0     | 72,4       |
| Afro-Américains   | 17,2     | 14,2     | 12,6       |
| Asiatiques        | 3,0      | 2,4      | 4,8        |
| Métis             | 2,4      | 2,3      | 2,9        |
| Autres            | 1,1      | 1,5      | 6,4        |
| Amérindiens       | 0,5      | 0,6      | 0,9        |
| Total             | 100      | 100      | 100        |
|                   |          |          |            |
| Latino-Américains | 3,8      | 4,4      | 16,7       |

Selon l'American Community Survey pour la période 2011-2015, 90,45 % de la population âgée de plus de 5 ans déclare parler l'anglais à la maison, 1,85 % déclare parler l'espagnol, 1,07 % une langue chinoise, 1,06 % l'arabe et 5,59 % une autre langue.